# 미카타카미나카군

미카타미나카 군의 위치

미카타미나카군(일본어: 三方上中郡, みかたかみなかぐん)은 일본 후쿠이현의 군이다.
인구 12,826명, 면적 178.49km², 인구밀도 71.9명/km².(2025년 3월 1일, 추계인구)
이하 1정으로 구성된다.
- 와카사정(若狭町)

현재 아이치현의 니시카스가이군(西春日井郡)과 대등한 일본에서 가장 긴 군명이다.

## 역사
- 2005년 3월 31일 - 미카타군 미카타정 (후쿠이현)과 오뉴군 가미나카정이 합병해 와카사정이 성립하였다. 이 구역을 가지고 미카타카미나카군이 신설되었다.

## 같이 보기
- 히다카군 - 헤이세이 대합병으로 신설된 군.
- 후타미군 - 위와 같음.
- 호스군 - 위와 같음.
- 가가군 - 위와 같음.